# Аргентино-японские отношения
Аргентино-японские отношения — двусторонние дипломатические отношения между Аргентиной и Японией.

## История
В 1886 году первые японские мигранты на корабле прибыли к берегу Аргентины. Среди японских мигрантов был профессор Сейзо Ито, специалист по сельскому хозяйству, который прибыл в страну в 1910 году и работал над развитием сельского хозяйства в Аргентине. 3 февраля 1898 года Японская империя и Аргентина официально установили дипломатические отношения, подписав Договор о дружбе, торговле и судоходстве. В 1899 году между странами были налажены поставки товаров морским путём. В 1904 году Аргентина заняла сторону Японии в Русско-японской войне, поставив этой стране крейсер Ниссин, который был закреплен за Военно-морскими силами Аргентины. Однако, до 1941 года основным аспектом отношений между Аргентиной и Японией была иммиграция японцев, главным образом сельскохозяйственных рабочих. В настоящее время в Аргентине проживает около 10 000 человек японского происхождения.
В 1940 году Япония и Аргентина открыли посольства в столицах, а в следующем году Родольфо Морена стал первым послом Аргентины в Японии, а Акира Томий стал первым послом Японии в Аргентине. В 1944 году Аргентина разорвала дипломатические отношения с Японией, а 27 марта 1945 года аргентинское правительство вступило во Вторую мировую войну на стороне Антигитлеровской коалиции и объявило войну Японской империи. В 1952 году дипломатические отношения между странами были восстановлены, после подписания Сан-Францисского мирного договора. В 1960 году президент Аргентины Артуро Фрондиси посетил Японию с официальным визитом, что повлекло за собой развитие торгово-экономических отношений. Япония импортировала из Аргентины продовольствие и сырьё, а экспортировала автомобили. В 1963 году правительства обеих стран подписали Соглашение об иммиграции, в 1967 году — Договор о дружбе, торговле и судоходстве, а в 1981 году — Соглашения о техническом сотрудничестве и культурном обмене.
Члены Японского императорского дома неоднократно бывали в Аргентине: принц и принцесса Такамадо в 1991 году, император и императрица Акихито в 1997 году, а в 1998 году принц и принцесса Акисино. В 1986 году президент Аргентины Рауль Альфонсин посетил Японию в 1986 году, а также президент Карлос Менем посетил эту страну в 1990, 1993 и 1998 годах. В ноябре 2016 года премьер-министр Японии Синдзо Абэ совершил государственный визит в Буэнос-Айрес, где провёл переговоры с президентом Аргентины Маурисио Макри. В 1959 году дед Синдзо Абэ, премьер-министр Японии Нобусукэ Киси тоже посещал Аргентину с государственным визитом.